# セガガガ
『SGGG』（セガガガ）は、2001年3月29日に株式会社セガより発売されたドリームキャスト用のコンピュータゲーム。当初はドリームキャストダイレクト（後のセガダイレクト）専売ソフトだったが、同年5月31日に一般店舗での販売が開始された。

## 概要
近未来（西暦2025年）を舞台に、プレイヤーはセガの陣頭指揮を取り、セガによるゲーム業界制圧を目指していく。
ゲームは大きく分けてRPGパートとSLGパートに分かれている。
RPGパートでは、プレイヤーはダンジョンと化した開発室を攻略し、開発拠点と開発要員の確保を目指す。SLGパートでは、RPGパートで確保した資源を利用し、スタッフにゲーム制作の指示を与えながらゲームソフト（開発候補として登場するのはセガが過去に出した家庭用ゲームの数々）の発売を目指す。
業界内におけるセガのシェアを100%にすることが、プレイヤーの目標となる。

## 特徴
セガが過去に発表したゲームのタイトルやキャラクターに由来する固有名詞といった内輪ネタが多く含まれていたほか、セガとは全く関係がない過去のアニメやゲームに由来するものも同様に多く含まれている。
ゲーム雑誌のインタビューや発売日に特定の店で行われた記念イベントでは本作の制作担当ディレクターであるゾルゲール哲が、セガガガのロゴの入った仮面を着けて登場した。また、ゲーム雑誌『ユーズド・ゲームズ』にて連載していた漫画『超ゲーム少女ユーゲ』（作：ゾルゲ市蔵）は本作と内容がリンクしており、ゲームのムービーの中にも漫画の主人公であるユーゲが登場している。
作中ではセガ本社が羽田にある設定である。

### RPGパート
RPGパートでは、ゲーム制作に協力してくれるメンバーを集めるため、また開発室を開放してもらうために、プレイヤーはダンジョンと化した開発室に入り込んでいく。
開発室内部でプログラマーやグラフィッカーなどと遭遇した場合、「説得」を試みることとなるが、これが一般的なRPGで言うところの戦闘に該当する。説得コマンド（通常攻撃）とハッタリコマンド（夢ポイントを消費する特殊攻撃）を用いてゲーム開発者を説得する。
説得という単語が示すように、このゲームにおける戦闘は武器による殴り合いではない（ただしハリセンなどの武器・防具はゲームシステム上存在する）。実際には一種の口げんかのような様相を呈する。プレイヤー側は「礼儀知らずですね」「ジャンクフードばっかり食べてるんですか」や『シェンムー』を風刺した「70億って本当ですか？」などの言葉を投げかけ、対するゲーム開発者も「俺の作りたいように作るんだ」、「残業400時間オーバーだ」といった言葉を返してくる。先に消耗し、心が折れた方が負けということである。その口げんかのバリエーションは非常に豊富であり、内容によってまちまちではあるものの、その大半が罵声に近い。

### SLGパート
SLGパートでは、RPGパートで仲間にしたディレクター、プログラマー、グラフィッカーにチームを組ませることでゲーム開発を行わせる。
開発メンバーが（半自動で）ゲームを制作している最中にも、プレイヤーには様々な気配りが求められる。開発メンバーの士気を把握して適度にガス抜きを行う、備品に予算を割いてハイエンドマシンを導入し開発のペースを上げる、広告費を多めに用意してCMを打つ等々、采配を振ることが求められる。こき使い過ぎるとメンバーが逃げ出し秋葉原に行ってしまう。
ゲームの出来映えは、ゲームそのものの完成度を表す「開発状況」と、ユーザーからの「期待度」という2つの数字で表される。これらの数字は、月当たりの開発費およびスタッフの給料を予算から支払い、チームを維持することで少しずつ上昇していく（上昇率は開発室の設備とスタッフの能力による）。開発状況は7割強になった時点で「β版完成」として発売可能になる。売上には市場の空気も密接に関連しており、需要が高まる8月・12月に発売された商品は売上が伸びる。一方ピークの直後である9月・1月には市場が低迷し、この時期に発売しても売上が振るわない。
また、通常の開発とは別に予算を投じ、「外注」「宣伝」などの指示を出すことで開発状況や期待度を躍進させることもできる。また、能動的な宣伝とは別に「ゲーム雑誌に発売予定日を公開する」というイベントも存在し、予定通りに発売することで売上が上昇する。ただし、いかなる理由であれ発売日が予定より遅れた場合、それがマイナス要因となって売上が下がるというリスクも負う。

### クリア後のやり込み
一度ストーリーをクリアしたセーブデータを用いてゲームを再開すると、「もっかいセガガガ」「とことんセガガガ」という二つの新モードが出現する。「もっかい」は、スタート時の予算が初プレイ時よりも高い状態でストーリーを最初からたどれるというもので、より経営成績の高いエンディングを目指すのに都合が良い。「とことん」は、ストーリーイベントを排し、自由に経営SLG部分をプレイできるモードで、ゲーム中のデータ収集に適している。また「とことん」モードでは、プログラマーやデザイナーがディレクターに「クラスチェンジ」するケースが頻出し、開発できるソフトの種類が大幅に増える。

## ストーリー
ドリームキャストの人気が高じ、1日100万台の生産でも間に合わなくなっていた時代を経て、西暦2025年、セガのゲーム業界におけるシェアはついに3%にまで落ち込んでいた。セガは発売から30年近く経ってもまだドリームキャストを販売していたが、ライバル・ドグマ社にはとても太刀打ちできず。そこでセガ社長は、ゲーム業界のトップシェア奪回を狙い「プロジェクトセガガガ」を実行に移す。
セガ本社に設置されているスーパーコンピュータ・テラドライブは2人の若者、瀬賀太郎と羽田弥生に白羽の矢を立てた。それによってセガはその2人をプロジェクトセガガガの責任者として迎え入れ、社運を託すこととなる。

## 登場人物

### 主要人物
瀬賀太郎（変更可）
声 - 野田順子
本作の主人公。岡山県立倉敷古城池高等学校1年2組に在籍する普通の少年であったが、テラドライブによってプロジェクトセガガガに抜擢、ゲーム業界の救世主とされる。
羽田弥生（変更可）
声 - 久川綾
本作のヒロイン。プロジェクトセガガガに選ばれたもう一人の少女。
実はドルメヒカの使者であり、調査のためにセガに潜入した。
アリサ
声 - 井上喜久子
金髪・眼鏡着用の美人。プロジェクトセガガガの専属秘書。正式名は「アリサ・ランディール」で、元は『ファンタシースター』のヒロイン。ゲームキャラクターとして入社したので、画面上で口パクせずに済ますための腹話術を習得している。
人交社長
声 - 岸野幸正
セガの社長。プロジェクトセガガガにセガを任せる決断を下した。モデルはドリームキャスト発売当時のセガ社長である入交昭一郎。本ソフト開発初期には実写での登場やマイケル・ジャクソンとも交渉が行われていた。
クール特務部長
声 - 置鮎龍太郎
セガ・アメリカ支社の重鎮。プロジェクトセガガガ反対派であったが、ストーリー中盤におけるセガ経営陣の混乱に乗じて本社に乗り込み、プロジェクトセガガガの責任者に納まる。
実はセガ本社に眠る「ドルメヒカ」の存在を知り、その力で世界征服を狙う野心家。陰謀を暴かれてセガを離れた後、ドグマ社に取り入って再起し、ラストボスとして主人公の前に立ちはだかる。

### 開発A研
ストーリー上で最初に接触することになる開発部門。部長が部下の野心や向上心を助長した結果、プログラマーとデザイナーの派閥対立が激化し、ソフト開発が滞っている。
A研部長
声 - 稲田徹
A研の責任者であり、第一章のボスキャラクター。「ゲームは商品であり、パクリや続編などの確実に売れるソフトを作るべきだ」との持論を持ち、革新的なゲームを作りたいと願う主人公と対立する。
凶暴な外見とは裏腹に、実は人情家で部下に対する責任感が強い。
プログラムチーフ
A研プログラマー部門の代表。かつてR-720の開発に携わった際、バグを見落としてプロジェクトを頓挫させてしまい閑職に回された。その後、販促イベントで着ぐるみパフォーマンスを強要されて発狂し、錯乱状態のまま主人公の前に立ちはだかる。
デザインチーフ
A研デザイナー部門の代表。プログラムチーフとは親友であり好敵手でもあったが、野心ゆえに彼を陥れて出世を図った。その反動から、傲慢で他人を支配したがるようになり、主人公とも敵対する。大量のポリゴンを表示させて相手の動作を封じる技「処理オチ」の使い手。
プログラマ岡
声 - 置鮎龍太郎
A研所属のプログラマー。A研の裏部長とも噂される事情通でもある。ベテランゆえの冷めた視点の持ち主だが、根本的な「ゲーム屋の心意気」は失っていない。直属の上司であるプログラムチーフ攻略のヒントを主人公に与える。
モデルは本作品開発スタッフの岡橋秀。
フラグマン
A研スタッフの一人で、フラグの管理者。赤い全身タイツで、頭の上に立てた旗と、顔の部分にプリントされた「F」の一文字がトレードマーク。世界の全てはフラグで成り立っていると豪語する。彼によって、A研でのストーリー進行に関するフラグの全ては、フラグの鉢植えとして直接視認できる。
鈴キ
A研所属のディレクター。A研ダンジョンの序盤で道をふさいでおり、彼を倒さないと先に進めない。その代わり、倒すと自動的に主人公の仲間になってくれる。シミュレーションパートでは最低1名のディレクターがいないとゲーム開発ができないのだが、彼の存在によって「ディレクター不在のためゲーム開発ができない」という事態はまず起きないことになる。
モデルは本作品開発スタッフの鈴木裕明。

### 開発B研
有名クリエイターを部長に据え、そのカリスマによって団結していた開発部門。しかし、部長の意思伝達が混乱した結果、部内が三つの派閥に分かれ冷戦状態に陥っている。モデルは『シェンムー』やバーチャファイターシリーズで知られるセガAM2研。『セガガガ』と同様に沖方がシナリオを書いた『シェンムー』の開発時の様子を風刺している。
B研部長
声 - 稲田徹
B研の責任者。セガの成長を支えた伝説的な開発者だが、完璧主義ゆえに「究極のリアルゲーム」開発に多大な労力を注いだ果てに、効率的な指示を出すためにマシンに篭ったきり姿を現さなくなってしまった。
本編中ではシルエットでしか登場しない。モデルはSEGA-AM2の部長だった鈴木裕。
月組リーダー
B研内に存在する3つの派閥のうち、RPGに固執するグループの長。3派閥の中では穏健派であり、B研を訪れた主人公と最初に交渉を行う。なお、本作品では「RPG」という単語が登場するたび「『R.P.G』は（株）バンダイの登録商標です。」という文章が差し挟まれるため、彼が関わる発言は妙にうっとうしくなる。
星組リーダー
3つの派閥のうち、グラフィックと美麗なムービーに凝るグループの長。猜疑心が強く、主人公のことも自分の作品を狙うスパイではないかと疑っており、なかなか話し合いに応じない。
花組リーダー
3つの派閥のうち、対戦型格闘ゲームを重んじるグループの長。自らも熟練の格闘家である。花組は他の二組と比較しても極端な閉鎖主義を取っている。
ラマン
B研月組に所属するスタッフで、フラグマンの弟。顔に「L」の一文字をプリントした全身タイツと、頭に立ったアンテナが特徴。B研内のLANを管理しているところから「ランニングマン」略してラマンと呼ばれる。兄からの連絡を受け、混迷したB研を打開するべく主人公に協力する。B研が分断される前はプランニングマンであった。
デプロ
元B研プログラマー。プログラム研究が高じてデプログラム（脱洗脳術）まで習得してしまったことからこの名で呼ばれる。花組に所属し、花組リーダーから格闘技の必殺技まで授けられていたが、現在は退社して秋葉原で働いている。
ヒップホップシステム
声 - 置鮎龍太郎
元ネタはポップアップ。『ゲームクリエイター列伝 バーチャファイターを創った男たち』における、「鈴木裕は夢の中でプログラムに対する完璧な答えがポップアップして見える」というエピソードから。元々は鈴木の愛車であったフェラーリ・F355を出す予定であったが、フェラーリ側の承諾料との兼ね合いから鈴木の好物であった伊勢海老に変更されている。ただし、フェラーリのクラクションや排気音、スキール音はそのまま残されている。

### 開発C研
かつては「萌え」を原動力に多数のヒットを生み出し、「萌え研」と称された開発部門。しかし現在は、「萌え」を異端として弾圧し、厳格な身分制度を強いたディストピア的運営がなされている。
Cマン
C研貧民層スタッフ。卓越したC言語の技術を持ち、より上の階層へ上がることを夢見る野心的な少年。だが、階層化されたC研内部において実務能力を示すチャンスが与えられないことに絶望し、他人を蹴落としてその地位を奪う企みに手を染めていく。
実はフラグマン・ラマン兄弟の末弟。外見デザインは主人公のそれの没バージョンを流用したもので、「セガガガになれなかった男」として主人公との対比がなされている。
貧民層長
デバッグを担当する貧民層の責任者。「萌え」禁止のC研にありながら、貧民層の労働者たちが心の拠り所とする小さな萌えを黙認する度量の持ち主。しかしそれが災いして、後に降格されてしまう。C研にいる祖父を探しているという裏設定が存在する。
富豪層長
ゲーム製作プロジェクトの企画権限を握る富豪層の責任者。また、実務を行う平民層の管理も担当している。度量の広い上司を装っているが、実は自分の地位を脅かす人間を恐れ、ゲーム開発そのものより処世術に重きを置く小心者。
萌え老
声 - 岸野幸正
落伍者が幽閉されるC研最下層である大貧民層に住んでいる謎の老人。かつてC研が「萌え研」として名をはせていた頃からの古参クリエイターであり、道を見失った主人公に萌えの真髄を説く。実は貧民層長の祖父だが、長い幽閉生活で姿が変わり果てているため実際に顔をあわせても気付かれない。

### ドグマ社
セガのライバル企業で、ゲーム開始時点におけるゲーム業界のシェア97%を誇る。キャッチコピーは「ドグマ社はいつもあなたを見ています」。
ドグマ社長
声 - 岸野幸正
覆面にマントという怪しい姿だが、強いカリスマ性を持つドグマ社の経営者。2002年に無名の状態からドグマ社を立ち上げ、わずか20年ほどで業界トップに躍り出た。
虹野カオリン
声 - 井上喜久子
ドグマ社三幹部のひとり。ゲームプロデューサーであると同時に、自らをアイドルとして売り出しており、萌えを売りにしたゲーム開発を得意とする。ただし本人は萌えに対して冷淡で、終盤での直接対決では「スキとかキライとか言ってんじゃないわよ！」など、恋愛シミュレーションゲームを揶揄する発言を行う。
人工生命E
ドグマ社三幹部のひとり。ゲーム開発のために作り出された生命体で、「ゲームを（その内容とは無関係に）面白そうに見せる」能力を持つ。本編中のゲーム販売競争では、3か月以内にゲームを完成販売させるスピード勝負を仕掛けてくる。
モデルはゲームクリエイターの飯野賢治。
ドグマ博士
ドグマ社三幹部のひとり。ドグマ社幹部の最古参にして最強クリエイター。主にハード開発を担当し、彼が2005年に開発した次世代機「ドグマ-1」が、ドグマ社を大きく躍進させたとされる。本編中では、完成度の高い大作ゲームソフト開発を行い、主人公に高レベルの販売競争を挑む。
本ソフト開発の初期には「横○博士」という名前だったが、恐れ多いということで即没になり、仮称で「博士」「ドグマ博士」とされていたものが正式名称になった。

### その他
BUG大鳥居店長
声 - 井上喜久子
セガ本社近郊にあるゲームショップの店長。主人公より年下に見えるほどの童顔だが、実は38歳。正体はかつてのセガの看板キャラクターアレックスキッドで、ゲームへの夢を見失った主人公に助言と再起のチャンスを与える。ゲームショップのモデルは実在のゲームショップ「BIG大鳥居店」（2004年10月11日に閉店）で、当時のBIG大鳥居店のウェブサイトでも言及されていた。
アソビン教授
セガ地下にある「D研」の主。モデルはSG-1000時代のゲームソフト説明書に登場したマスコットキャラクター。
眠田直
隠しダンジョンとして存在するコミケ会場に出現する漫画家。岡田斗司夫、唐沢俊一らと共にオタクアミーゴスメンバーとして登場するが、彼のみ開発スタッフとしてスカウトできる。
竹崎忠
ゲーム中に獲得したデータを閲覧できる「資料室」に、希に出現する。
いずみ、さち、めぐみ
SLGで使える回復アイテム「回復のいずみ」「海のさち」「大自然のめぐみ」を使用すると出現し、開発スタッフを回復してくれる女の子たち。回復の際には、スタッフ一人ひとりに言葉をかけてくれる。いずみはブルマー、さちはスクール水着、めぐみは眼鏡を着用している。コンセプトはいずみが「優しさが痛い」、さちが「無邪気が痛い」、めぐみが「素で痛い」を表現している。
お姉さん
声 - 野田順子
本編の幕間劇「モゲタンとお姉さんのゲームなぜなに講座」に解説役として登場するぬいぐるみの女の子。
モゲタン
声 - 久川綾
「モゲタンとお姉さんのゲームなぜなに講座」に質問役として登場する怪物。

### セガキャラクター
アニメーション内に登場するセガのゲームキャラクターを掲載（声はなし）。
- ソニックシリーズ（ソニック、テイルス）
- ナイツ（ナイツ）
- サンバDEアミーゴ（アミーゴ）
- ペンゴ（ペンゴ）
- パンツァードラグーン（ブルードラゴン）
- ファンタジーゾーン（オパオパ）
- クロックワークナイト（ペパルーチョ）
- リスター・ザ・シューティングスター（リスター）
- バトルマニア
- ファンタシースターシリーズ
- ザ・ハウス・オブ・ザ・デッド（ゾンビ）
- ばくばくアニマル（パンダ、サル、犬）

## 用語
テラドライブ
セガの頭脳であり、プロジェクトセガガガの責任者を選定したスーパーコンピュータ。
CPU - 333ギガヘルツで動作する512ビット級CPU x 4096個
メモリ - 512テラバイト
記憶装置 - 16エクサバイト
スプライトを1ラインに16770000個並べることが可能。
奇跡の年
ドリームキャストが世界的に大躍進した2001年を指す。
メインタワー
奇跡の年に建設された本社ビル。全長512メートル、地上128階、地下16階。外壁はミサイルによる攻撃にも耐えうる。
R-720
かつて開発A研スタッフによって製作された宇宙用ゲーム機。300円投入すると起動する。大気圏脱出ブースターを装着することで、筐体そのものが宇宙戦用の戦闘機になる。しかし公開テストの際に事故が発生し、開発プロジェクトは凍結された。元ネタは実在するセガの大型筐体Sega R-360。コクピット部もR-360をモチーフとしており、発進時に押しているボタンは実機では緊急停止ボタンである。
ドルメヒカ
セガに画期的なゲーム開発能力をもたらしている力の源。
その正体は、人間の本質である「遊び」を通して人類の進化を促す存在。これはヨハン・ホイジンガの『ホモ・ルーデンス』に基づくもので、ゲーム中にも「ホモ・ルーデンス」がアイテムとして登場する。

## スタッフ
- 製作：株式会社ヒットメーカー
- エグゼクティブプロデューサー：小口久雄
- 原案、美術設計、プロデュース：岡野哲
- 開発：有限会社サンダーストンジャパン
- ディレクター、プランナー：鈴木裕明
- プログラム：新井朋睦、岡橋秀、宮脇真吾、壬生祐樹、嶋崎賢也、海老塚靖史、伊東昌洋
- グラフィック：行川正貴、平井隆志、草薙亮、神林中、小林攻
- サウンド：金子剛
- ストーリー：うぶかたとう、岡安淳司、岡野哲、鈴木裕明
- スペシャルサンクス：内藤智昭、米田眞志、香川岳史
- アニメーション製作：東映アニメーション
  - プロデューサー：森下孝三、馬場厚成
  - キャラクターデザイン、作画監督：上野ケン
- 特別協力：有限会社コミケット、コミケット準備委員会、株式会社ビック東海、メッセサンオー、雑音工房ノイズ、九十九百太郎、長崎繁、Garow、悠里、有限会社アズゲーム、山西利治、甲賀流忍者 八王子支店、みんだなお、根本陽平、岡田斗司夫、唐沢俊一、斉藤智晴、ヤスダスズヒト、斎藤亜弓、がっぷ獅子丸、クーロン黒沢

## 挿入歌
- 挿入歌
  - 「AKIBA2025」
詞：金子剛 / 曲：金子剛 / 唄：金子剛
  - 「二人のドリームキャスト」
詞：金子剛、鈴木裕明 / 曲：金子剛 / 唄：金子剛
  - 「セガガガマーチ 〜SEGAGAGA MAIN THEME〜」
詞：岡野哲 / 曲：金子剛 / 唄：金子剛
  - 「いつか会えたら… 〜SEGAGAGA ENDING THEME〜」
詞：金子剛、松宮豊 / 曲：金子剛 / 唄：MIYAKO / A.GTR：松宮豊 / E.GTR：能登聡

## 攻略本
- 『セガガガ パーフェクトファイル』双葉社、2001年6月30日発行。ISBN 4-575-16269-8。

## アダルトチルドレン問題
当初発売された通販版では、RPGパートの敵として「アダルトチルドレン」と言うキャラクターが登場していたのだが、「日本アダルトチルドレン協会」、「アルコール薬物問題全国市民協会」、「アディクション問題を考える会」より、意味を誤用した表現であるという指摘があったため、セガは2001年（平成13年）5月1日に本作の発売延期を発表。問題のキャラクターの名前を「スパイおじさん」に修正した上で販売することになり、当初2001年（平成13年）5月17日の予定だった店舗版の発売が5月31日に延期された。

## 備考
- 通販版はDVDソフトなどと同様のトールケースなのに対し、店舗版はCD用ケースと別々のパッケージとなっている。
- 開発段階では、ゲーム本編中に実在のゲーム・アニメのパロディとなる架空のゲームソフト、および著名クリエイターをモデルとしたスタッフ候補が多数用意されていた。
- 同ゲームに収録されているシューティングゲーム『R-720 with SYRINX』は、2005年に『セガガガ R-720』と改題され、EZWeb向けに配信された[9]。